# 51166 Huimanto
51166 Huimanto este o planetă minoră (asteroid), cu un diametru de 8,584 km, din centura de asteroizi. A fost descoperită pe 26 aprilie 2000 la Stația Anderson Mesa de Lowell Observatory Near-Earth-Object Search și a fost numită după Man-To Hui⁠(d). 
Obiectul prezintă o orbită caracterizată de o semiaxă mare de 3,1291219480956 UAi, o excentricitate de 0,18460387970355, o înclinație de 1,7182149011222 ° în raport cu ecliptica.